# باشگاه فوتبال گروتر فورث
باشگاه فوتبال گروتر فورث (انگلیسی: SpVgg Greuther Fürth) یک باشگاه فوتبال آلمانی است که در سال ۱۹۰۳ در فورث، باواریا تأسیس شده‌است.

گروتر فورث معمولاً در بوندس‌لیگا ۲ حضور دارد، آن‌ها با ۳۱ دوره حضور در این رقابت‌ها رکورد دار هستند و در فصل ۱۲–۲۰۱۳ برای اولین بار به بوندس‌لیگا ۱ صعود کردند.

این باشگاه ۳ بار لیگ قهرمانی آلمان (فرمت قدیم لیگ آلمان) را کسب کرده‌است. همچنین سابقه یک بار قهرمانی در بوندس‌لیگا ۲ آلمان را دارد.